# Aurore Ernault
Aurore Ernault (1975) es una deportista francesa que compitió en halterofilia. Ganó una medalla de bronce en el Campeonato Europeo de Halterofilia de 1993, en la categoría de 54 kg.

## Palmarés internacional
| Campeonato Europeo | Campeonato Europeo | Campeonato Europeo | Campeonato Europeo |
| Año                | Lugar              | Medalla            | Categoría          |
| ------------------ | ------------------ | ------------------ | ------------------ |
| 1993               | Valencia (España)  | Medalla de bronce  | 54 kg              |